# Melita (Schiff, 1918)
Die Melita war ein 1918 in Dienst gestelltes Passagierschiff der britischen Reederei Canadian Pacific Steamships, das ab 1932 für Kreuzfahrten genutzt wurde. 1935 übernahm die italienische Italian Line das ursprünglich zum Verschrotten vorgesehene Schiff und setzte es unter dem Namen Liguria als Emigrantenschiff und Truppentransporter ein. 1940 wurde die Liguria durch Luftangriffe im Hafen von Tobruk schwer beschädigt und dort am 22. Januar 1941 als Blockschiff versenkt. Das Schiff blieb für neun Jahre im Hafenbecken liegen und wurde erst 1950 wieder schwimmfähig gemacht, um am 19. August 1950 zur Verschrottung nach Savona geschleppt zu werden.

## Geschichte

### Planung und Bau
1913 auf Kiel gelegt sollte die Melita eigentlich für die deutsche Hapag in Dienst gestellt werden. Nach Ausbruch des Krieges wurde das im Bau befindliche Schiff jedoch beschlagnahmt und nach zahlreichen kriegsbedingten Verzögerungen am 21. April 1917 vom Stapel gelassen. Im Januar 1918 wurde die Melita an Canadian Pacific Steamships abgeliefert und am 25. Januar 1918 auf der Strecke von Liverpool nach St. John’s in Dienst gestellt.

### Dienstzeit
Die Melita blieb bis 1920 auf ihrer alten Route und wechselte danach auf die Strecke von Liverpool nach New York, nachdem sie 1919 eine Sonderfahrt für die britische Regierung nach Bombay unternommen hatte.
1922 wechselte der europäische Ausgangshafen des Schiffes nach Antwerpen, um von dort aus weiterhin auf der Strecke nach New York eingesetzt zu werden. Nach einem umfangreichen Umbau 1925 in Jarrow kehrte die Melita 1927 auf ihre ursprüngliche Route von Liverpool nach Kanada zurück.
Ab 1932 wurde das Schiff nach 146 Transatlantikreisen für Kreuzfahrten eingesetzt, bis es 1935 ausgemustert und zum Verschrotten nach Genua verkauft wurde. Dort eingetroffen kaufte sie jedoch stattdessen die Italian Line, die es als Liguria zu einem Migrantenschiff umbaute, das auch als Truppentransporter genutzt werden konnte.

### Ausmusterung
1940 wurde die als Truppentransporter genutzte Liguria während eines Fliegerangriffes in Tobruk schwer beschädigt. Es wurde beschlossen, sie als Blockadeschiff im Hafen zu versenken. Am 22. Januar 1941 wurde der Befehl schließlich ausgeführt. Nach neun Jahren Liegezeit im Hafen wurde das Wrack der Liguria 1950 wieder schwimmfähig gemacht und zum Verschrotten verkauft. Am 19. August 1950 verließ sie von Schleppern gezogen den Hafen von Tobruk, um in Genua zerlegt zu werden.

## Mord an Bord des Schiffes
Im Oktober 1925 geriet die Melita für kurze Zeit in die Schlagzeilen, als Arthur Honeywell Clews, der Kapitän des Schiffes, im Schlaf vom Ersten Offizier Thomas Augustus Towers aus nächster Nähe in seiner Kabine erschossen worden war. Trotz des schnellen Eingreifens des Schiffsarztes konnte nur noch der Tod Clews festgestellt werden, während der Täter von weiteren Offizieren in seiner Kabine eingesperrt wurde. Der bereits wegen versuchten Mordes vorbestrafte Towers wurde im nächsten Hafen festgenommen und später als nicht zurechnungsfähig in eine psychiatrische Klinik eingewiesen.